# Anatol Dowżenko (radiolog)

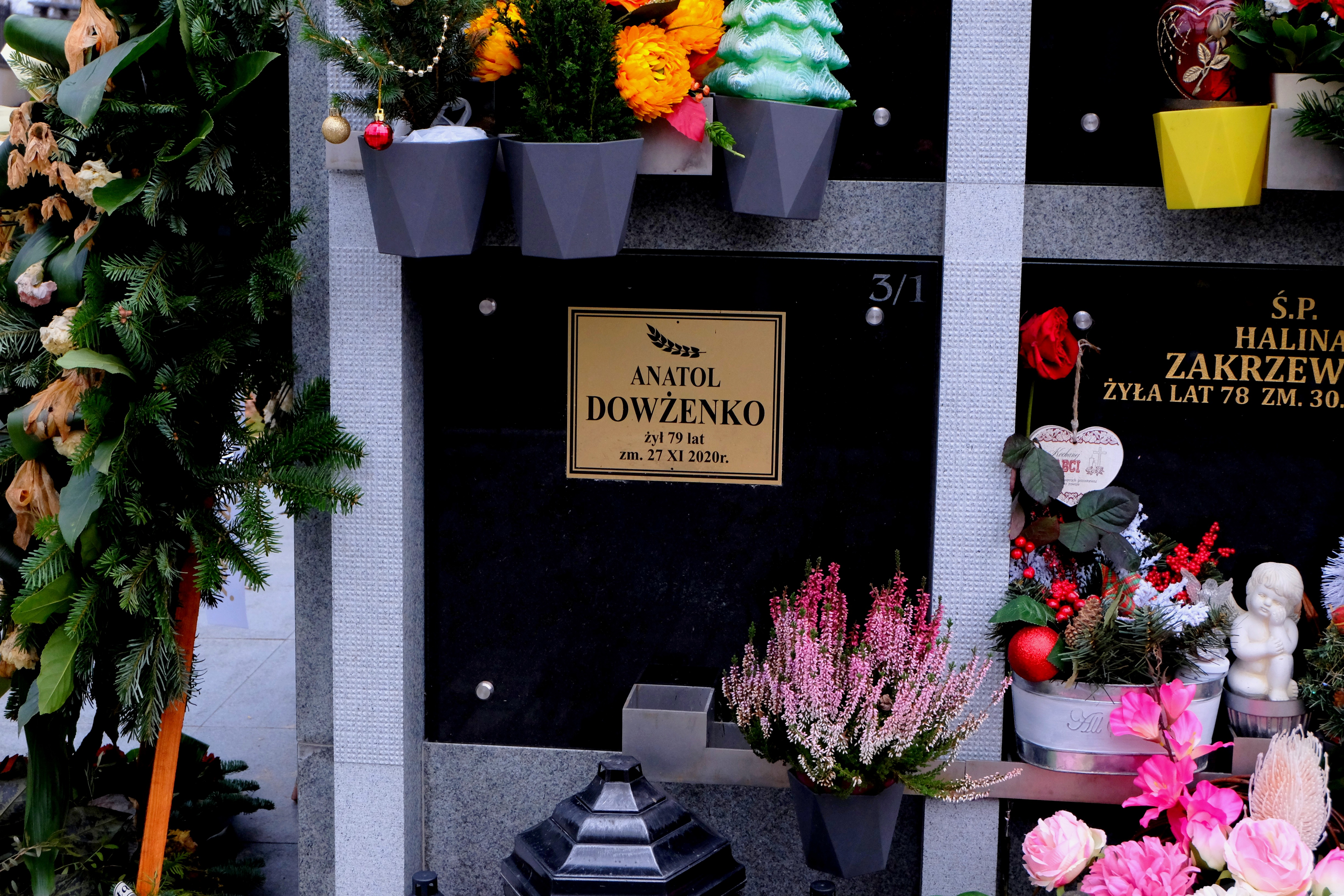
Grób Anatola Dowżenki na Cmentarzu Wojskowym na Powązkach w Warszawie

Anatol Dowżenko (ur. 15 stycznia 1941, zm. 27 listopada 2020) – polski radiolog i neuroradiolog, doktor habilitowany nauk medycznych.
Stopień doktora habilitowanego uzyskał w 1998 na podstawie rozprawy pt. Embolizacja przetok szyjno-jamistych. Technika, wyniki i ocena ryzyka zabiegu na Akademii Medycznej w Warszawie (obecnie Warszawski Uniwersytet Medyczny). Był docentem, a następnie profesorem nadzwyczajnym Instytutu Psychiatrii i Neurologii w Warszawie, gdzie stworzył i kierował Pracownią Zabiegów i Badań Naczyniowych. W latach 1998–2011 był związany z Akademią Medyczną w Warszawie, gdzie był profesorem nadzwyczajnym i w latach 2002–2011 kierownikiem Zakładu Radiologii Stomatologicznej i Szczękowo-Twarzowej. Był również profesorem nadzwyczajnym i kierownikiem Katedry Radiologii Wydziału Nauk Medycznych Uniwersytet Warmińsko-Mazurski w Olsztynie.
Został pochowany na Cmentarzu Wojskowym na Powązkach w Warszawie (kwatera A39-5-9).